# Neuendeich
Neuendeich est une commune allemande du Schleswig-Holstein, située dans l'arrondissement de Pinneberg (Kreis Pinneberg), à quatre kilomètres à l'ouest de la ville d'Uetersen, au bord de la Pinnau. Neuendeich est l'une des sept communes de l'Amt Moorrege dont le siège est à Moorrege.